# Campeonato Mundial de Ciclismo em Pista de 2003
O C Campeonato Mundial de Ciclismo em Pista celebrou-se em Stuttgart (Alemanha) entre 30 de julho e 3 de agosto de 2003 baixo a organização da União Ciclista Internacional (UCI) e a União Alemã de Ciclismo.
As competições realizaram-se no velódromo do Pavilhão Hans Martin Schleyer da cidade alemã. Ao todo disputaram-se 15 provas, 9 masculinas e 6 femininas.

## Medalhistas

### Masculino
| Evento                          | Ouro | Prata                                                                                 | Bronze                                                                                 |
| ------------------------------- | --- | ------------------------------------------------------------------------------------- | -------------------------------------------------------------------------------------- |
| Velocidade individual (02.08)   | Laurent Gané · França | Jobie Dajka · Austrália                                                               | René Wolff · Alemanha                                                                  |
| Velocidade por equipas (03.08)  | Alemanha · Carsten Bergemann · Jens Fiedler · René Wolff · 49,957                                                                 | França · Mickaël Bourgain · Laurent Gané · Arnaud Tournant · 50,071                   | Reino Unido · Chris Hoy · Craig MacLean · Jamie Staff · Jason Queally · 50,442         |
| Perseguição individual (31.07)  | Bradley Wiggins · Reino Unido · 4:18,576                                                                                          | Luke Roberts · Austrália · 4:19,306                                                   | Sergi Escobar Roure · Espanha · 4:21,219                                               |
| Perseguição por equipas (02.08) | Austrália · Graeme Brown · Peter Dawson · Brett Lancaster · Luke Roberts · Ashley Hutchinson · Stephen Wooldridge · 3:57,280 RM}} | Reino Unido · Robert Hayles · Paul Manning · Bryan Steel · Bradley Wiggins · 4:00,629 | França · Fabien Merciris · Jérôme Neuville · Franck Perque · Fabien Sanchez · 4:04,119 |
| 1 km contrarrelógio (30.07)     | Stefan Nimke · Alemanha · 1:01,225                                                                                                | Shane Kelly · Austrália · 1:01,356                                                    | Arnaud Tournant · França · 1:01,644                                                    |
| Carreira por pontos (01.08)     | Franz Stocher · Áustria · 77 pts.                                                                                                 | Joan Llaneras Roselló · Espanha · 74 pts.                                             | Jos Pronk · Países Baixos · 70 pts.                                                    |
| Scratch (30.07)                 | Franco Marvulli · Suíça | Robert Sassone · França                                                               | Jean-Pierre van Zyl · África do Sul                                                    |
| Keirin (31.07)                  | Laurent Gané · França | Jobie Dajka · Austrália                                                               | Barry Forde · Barbados                                                                 |
| Madison (03.08)                 | Bruno Risi · Franco Marvulli · Suíça · 13 pts.                                                                                    | Gregory Henderson · Hayden Roulston · Nova Zelândia · 5 pts.                          | Juan Esteban Curuchet · Walter Pérez · Argentina · 5 pts.                              |

### Feminino
| Evento                         | Ouro                                                     | Prata                                   | Bronze                                 |
| ------------------------------ | -------------------------------------------------------- | --------------------------------------- | -------------------------------------- |
| Velocidade individual (03.08)  | Svetlana Grankovskaya · Rússia                           | Natalia Tsylinskaya · Bielorrússia      | Nancy Contreras Reyes · México         |
| Perseguição individual (01.08) | Leontien Zijlaard-van Moorsel · Países Baixos · 3:32,657 | Katie Mactier · Austrália · 3:33,784    | Olga Sliusareva · Rússia · 3:31,938    |
| 500 m contrarrelógio (31.07)   | Natalia Tsylinskaya · Bielorrússia · 34,078              | Nancy Contreras Reyes · México · 34,516 | Jiang Cuihua · China · 34,746          |
| Carreira por pontos (30.07)    | Olga Sliusareva · Rússia · 27 pts.                       | Edita Kubelskienė · Lituânia · 19 pts.  | Yoanka González Pérez · Cuba · 16 pts. |
| Scratch (02.08)                | Olga Sliusareva · Rússia                                 | Rochelle Gilmore · Austrália            | Adrie Visser · Países Baixos           |
| Keirin (01.08)                 | Svetlana Grankovskaya · Rússia                           | Anna Meares · Austrália                 | Oxana Grishina · Rússia                |

## Medalheiro
| Ordem | País          | Medalha de ouro | Medalha de prata | Medalha de bronze | Total |
| ----- | ------------- | --------------- | ---------------- | ----------------- | ----- |
| 1     | Rússia        | 4               | 0                | 2                 | 6     |
| 2     | França        | 2               | 2                | 2                 | 6     |
| 3     | Alemanha      | 2               | 0                | 1                 | 3     |
| 4     | Suíça         | 2               | 0                | 0                 | 2     |
| 5     | Austrália     | 1               | 7                | 0                 | 8     |
| 6     | Reino Unido   | 1               | 1                | 1                 | 3     |
| 7     | Bielorrússia  | 1               | 1                | 0                 | 2     |
| 8     | Países Baixos | 1               | 0                | 2                 | 3     |
| 9     | Áustria       | 1               | 0                | 0                 | 1     |
| 10    | Espanha       | 0               | 1                | 1                 | 2     |
| 10    | México        | 0               | 1                | 1                 | 2     |
| 12    | Lituânia      | 0               | 1                | 0                 | 1     |
| 12    | Nova Zelândia | 0               | 1                | 0                 | 1     |
| 14    | Argentina     | 0               | 0                | 1                 | 1     |
| 14    | Barbados      | 0               | 0                | 1                 | 1     |
| 14    | China         | 0               | 0                | 1                 | 1     |
| 14    | Cuba          | 0               | 0                | 1                 | 1     |
| 14    | África do Sul | 0               | 0                | 1                 | 1     |
|       | TOTAL         | 15              | 15               | 15                | 45    |